# Crossoglossa liparidoides
Crossoglossa liparidoides är en orkidéart som först beskrevs av Achille Eugène Finet, och fick sitt nu gällande namn av Dodson. Crossoglossa liparidoides ingår i släktet Crossoglossa, och familjen orkidéer. Inga underarter finns listade i Catalogue of Life.